# Râul Moravița, Timiș
Râul Moravița este unul afluent al râului Timiș. 